# Georges Sapède
Georges Sapède (1920-2017) est un écrivain français.

## Biographie
Georges Sapède naît à Salindres le 21 mai 1920 dans une famille cévenole. Fils d'un ingénieur, diplômé de l'École nationale supérieure de chimie de Montpellier mais aussi licencié en droit (il avait été tenté par l'avocature), il fait carrière dans la « grande industrie », notamment chez Péchiney,.
Après sa retraite, il s'installe à Nîmes, tout en maintenant le contact avec l'élite alésienne. Il continue d'occuper divers missions pour le compte de la chambre de commerce et d'industrie d'Alès. Chargé d'enseigner le « bien dire » et le « bien écrire » à l'École nationale supérieure des mines d'Alès, il rédige des articles d'histoire locale dans Le Petit Cévenol. C'est dans ce domaine qu'il donne de nombreuses publications. Il publie en particulier deux ouvrages : Autour de Voltaire, portraits cévenols du XVIIIe siècle (1986) et Les Poètes de l'an II (2004). Dans ce dernier ouvrage, il s'attarde sur les figures d'André Chénier, Antoine Roucher, Fabre d'Églantine, Jean-Pierre Claris de Florian et Venance Dougados.
Avec notamment Max Romanet, président de la CCI, il fonde Les Amis du Cabri d'or, qui organisent le prix homonyme. Il est élu correspondant (1984), puis membre (1986) de l'Académie de Nîmes. Il la préside en 1995. Il appartient aussi à l'Institut Séguier.
Il meurt le 31 janvier 2017, à l'âge de 96 ans.

## Ouvrages
- Autour de Voltaire, portraits cévenols du XVIIIe siècle, Nîmes, Lacour, 1986  (ISBN 2-86971-013-5).
- Les Poètes de l'an II : du Languedoc au Paris de la Révolution (préf. Daniel-Jean Valade), Montpellier, Les Presses du Languedoc, 2004  (ISBN 2-85998-290-6).

## Distinction
- Médaille d'argent du prix Broquette-Gonin 1988 pour Portraits cévenols du XVIIIe siècle[5]